# Serica brunnea
Serica brunnea (Linnaeus, 1758) è un coleottero appartenente alla famiglia degli Scarabeidi (sottofamiglia Melolonthinae).

## Descrizione

### Adulto

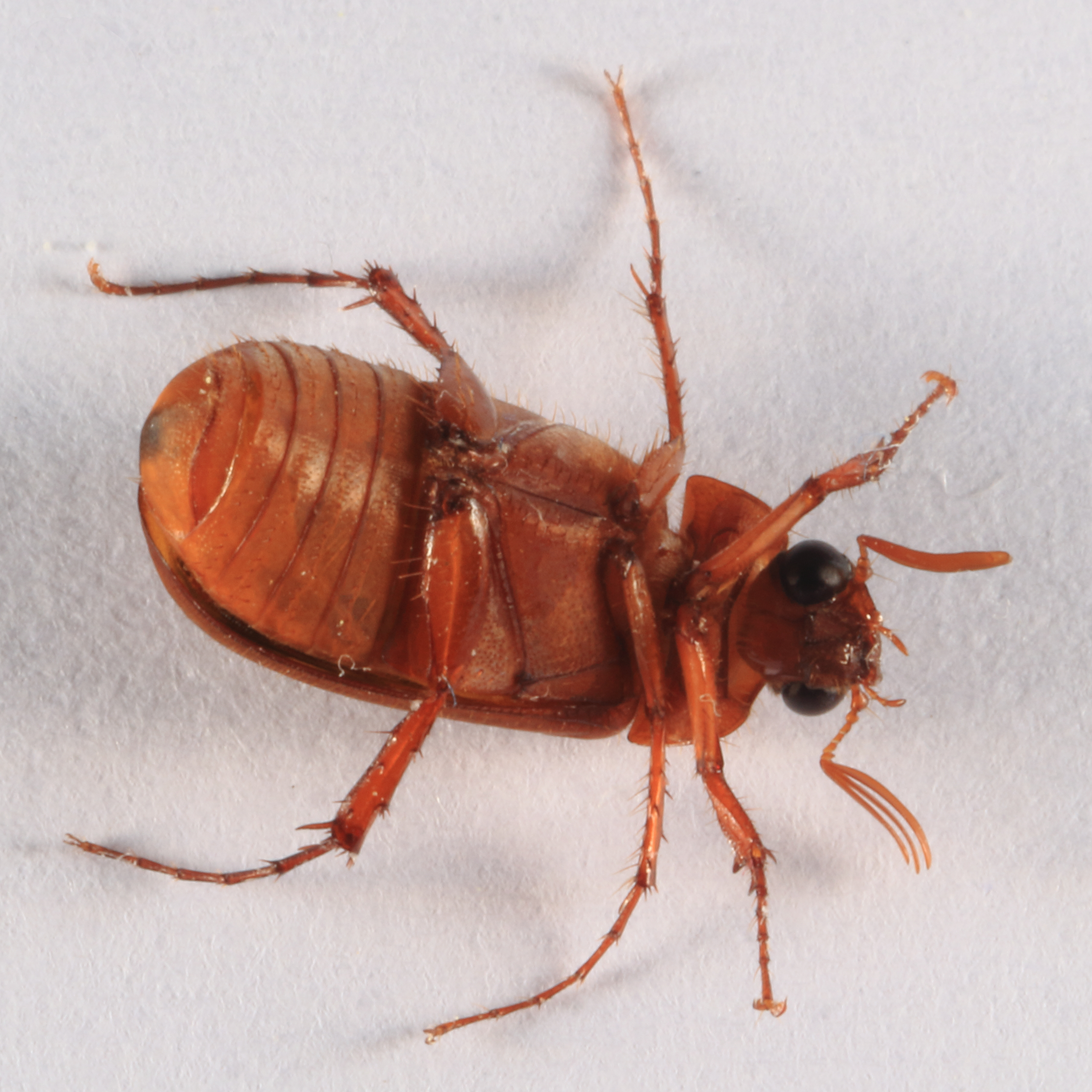
Visione ventrale.

S. brunnea si presenta come un insetto di piccole dimensioni (8-10 mm) dal color marroncino chiaro con dei vistosi solchi verticali sulle elitre. I maschi presentano antenne leggermente più sviluppate rispetto alle femmine così come gli occhi. Sul ventre non presenta pubescenza ed è in grado di volare.

### Larva
Le larve si presentano come dei vermi dalla forma a "C" e di colore bianco. Presenta la testa e le tre paia di zampe sclerificate.

## Biologia
Gli adulti compaiono a fine primavera, restando visibili in estate. Sono di abitudini serali e possono essere attratti dalle luci artificiali. S. brunnea è legata agli ambienti montani e può essere reperita fino a quote attorno ai 2000 m. Le larve si sviluppano nel terreno e si nutrono di radici di conifere e graminacee, attaccando soprattutto le piante più giovani.

## Distribuzione e habitat
S. brunnea è caratterizzata da una diffusione molto ampia. Il suo areale comprende l'Europa, fino al 67º parallelo a nord, la Siberia, fino al Lago Bajkal e il Kazakistan.